# Erebostrota palpalis
Erebostrota palpalis är en fjärilsart som beskrevs av Walker 1865. Erebostrota palpalis ingår i släktet Erebostrota och familjen nattflyn. Inga underarter finns listade i Catalogue of Life.